# Miskolezy
Miskolezy (německy Miskoles) je malá vesnice, část obce Chvalkovice v okrese Náchod. Nachází se asi 1,5 km na východ od Chvalkovic. Prochází zde silnice II/307. V roce 2009 zde bylo evidováno 47 adres. V roce 2001 zde trvale žilo 112 obyvatel.
Miskolezy je také název katastrálního území o rozloze 2,42 km2.

## Historie
První písemná zmínka o obci pochází z roku 1409.

## Pamětihodnosti
- kaple
- smírčí kříž

## Galerie

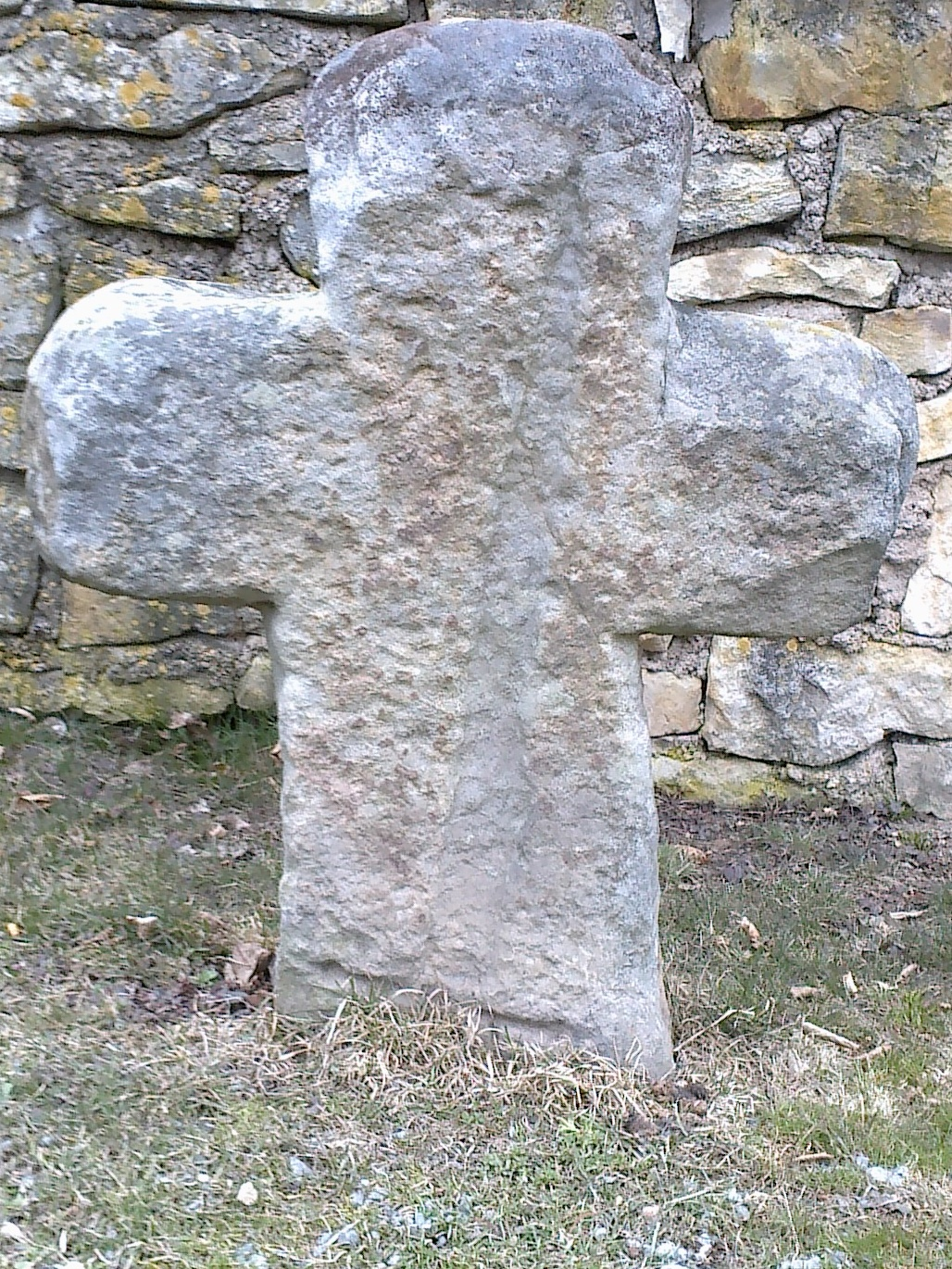
Smírčí kříž
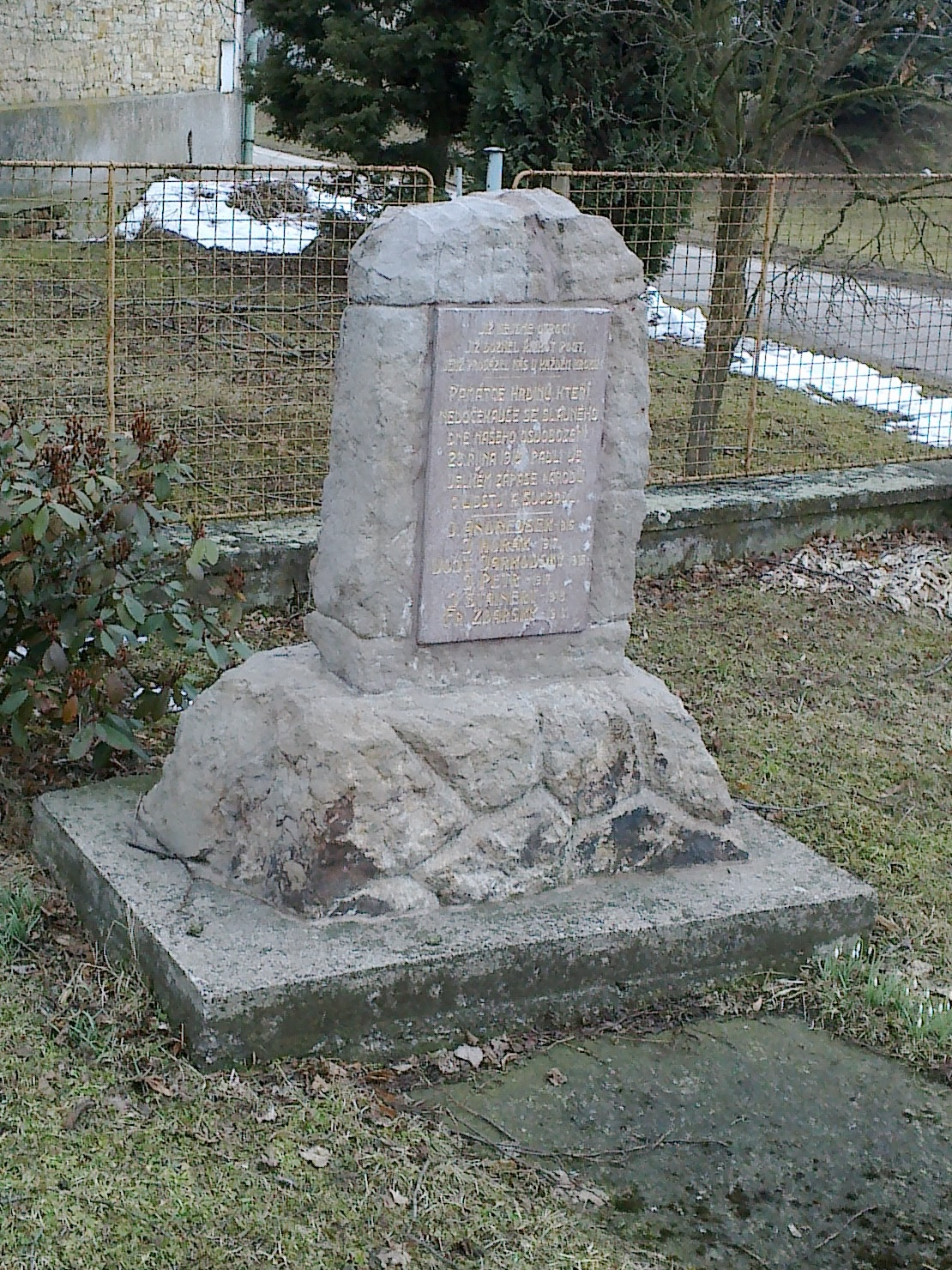
Památník obětí války
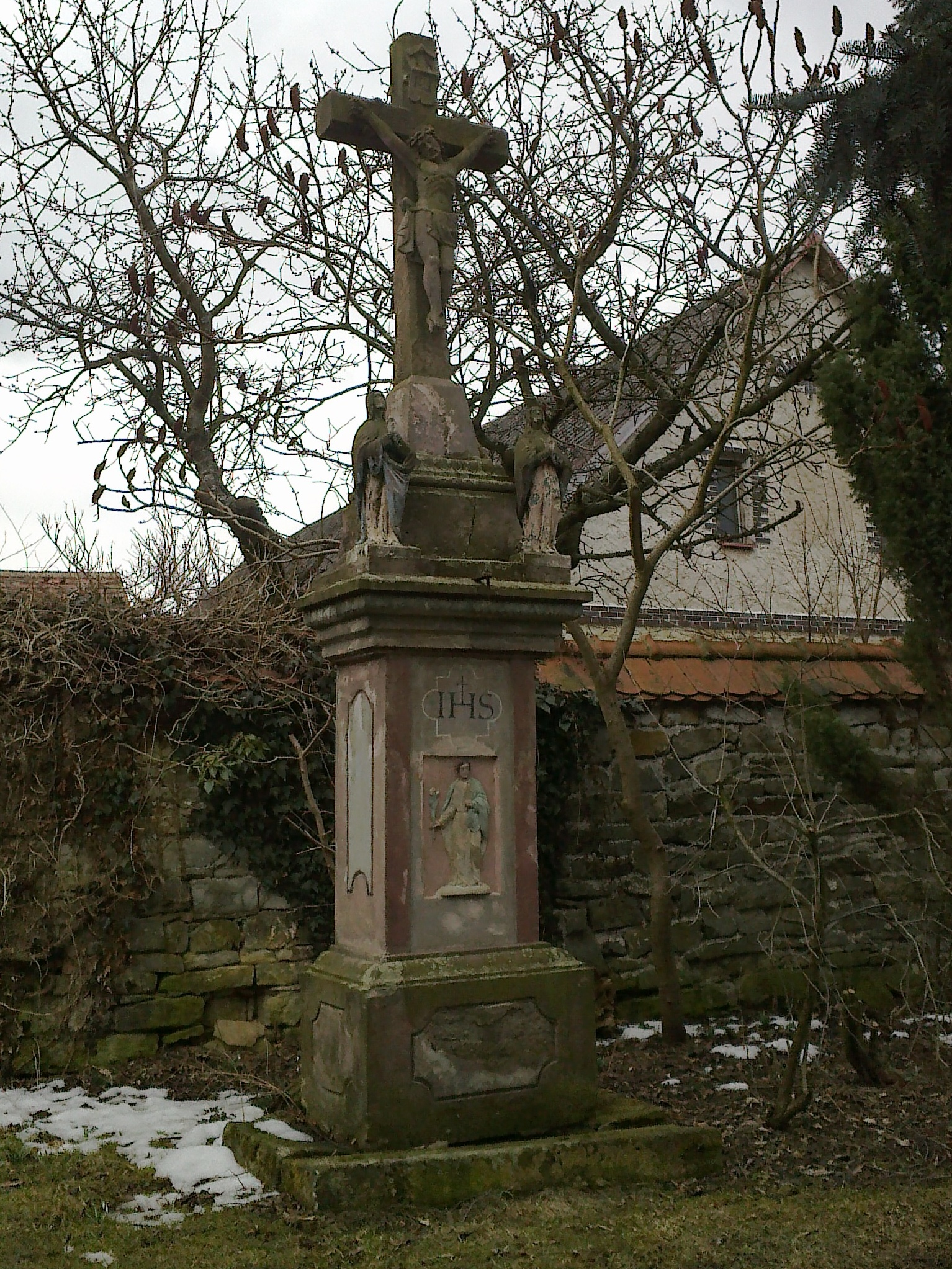
Krucifix
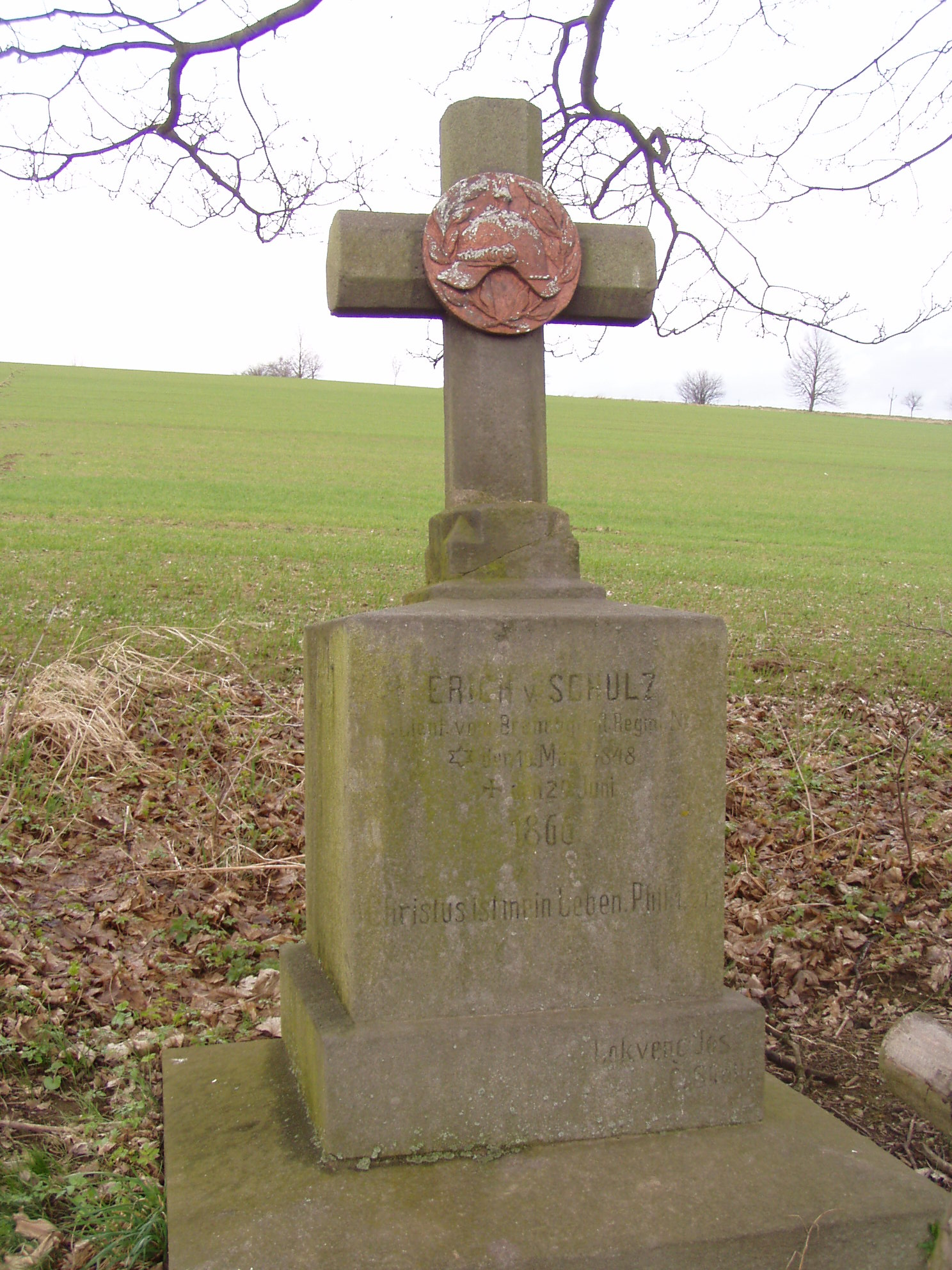
Pomník Ericha von Schulze v války 1866